# Žebre
Žebre je priimek več znanih Slovencev:
- Demetrij Žebre (1912—1970), skladatelj in dirigent
- Ksenija Vidali-Žebre (1913—2004), operna pevka
- Manja Žebre, geologinja
- Miklavž Žebre, farmacevt
- Svetozar Žebre (1915—2002), rudarski strokovnjak, raziskovalec nahajališč rud v Afriki in avtor projektov v okviru ZN
- Zdenka Žebre (1920—2011), pisateljica, ljubiteljica Afrike
- Borut Žebre, dolgoletni vodja oddelka za javno naročanje pri Združenih narodih